# Kamikazekölykök
A Kamikazekölykök az Oregon Ducks 1971 és 1978 közötti férfikosárlabda-csapatainak beceneve. A nevet az agresszív védőjátékuk miatt kapták, ami hozzájárult a MacArthur Sportpálya hírnevéhez. Dick Harter vezetőedző nem kedvelte a Ducks becenevet, ő a csapatra mindig Kamikazekölykök néven hivatkozott.
A nevezetes játékosok között voltak Ernie Kent későbbi edző, Greg Ballard, Ron Lee és Stu Jackson. Az érában a csapatnak húsz győztes szezonja volt és három egymásutáni National Invitation Tournamentre jutottak ki.

## Eredmények szezononként
| Szezon               | Eredmény             | Eredmény             | Továbbjutás          |
| Szezon               | Összesen             | Konferencia          | Továbbjutás          |
| Pacific-8 Conference | Pacific-8 Conference | Pacific-8 Conference | Pacific-8 Conference |
| -------------------- | -------------------- | -------------------- | -------------------- |
| 1971–72              | 6–20                 | 0–14                 | –                    |
| 1972–73              | 16–10                | 8–6                  | –                    |
| 1973–74              | 15–11                | 9–5                  | –                    |
| 1974–75              | 21–9                 | 6–8                  | NIT                  |
| 1975–76              | 19–11                | 10–4                 | NIT                  |
| 1976–77              | 19–10                | 9–5                  | NIT                  |
| 1977–78              | 16–11                | 6–8                  | –                    |
| Összesen:            | 112–82               | 48–50                | –                    |

## Fordítás
- Ez a szócikk részben vagy egészben  a   Kamikaze Kids című angol Wikipédia-szócikk ezen változatának fordításán alapul.  Az eredeti cikk szerkesztőit annak laptörténete sorolja fel. Ez a jelzés csupán a megfogalmazás eredetét és a szerzői jogokat jelzi, nem szolgál a cikkben szereplő információk forrásmegjelöléseként.